# Вулька-Ланьцуховська
Вулька-Ланьцуховська (пол. Wólka Łańcuchowska) — село в Польщі, у гміні Мілеюв Ленчинського повіту Люблінського воєводства.
Населення — 244 особи (2011).

## Демографія
Демографічна структура станом на 31 березня 2011 року:
|          | Загалом | Допрацездатний вік | Працездатний вік | Постпрацездатний вік |
| -------- | ------- | ------------------ | ---------------- | -------------------- |
| Чоловіки | 119     | 27                 | 83               | 9                    |
| Жінки    | 125     | 27                 | 74               | 24                   |
| Разом    | 244     | 54                 | 157              | 33                   |